# Bundeswahlgesetz (Reichstag)

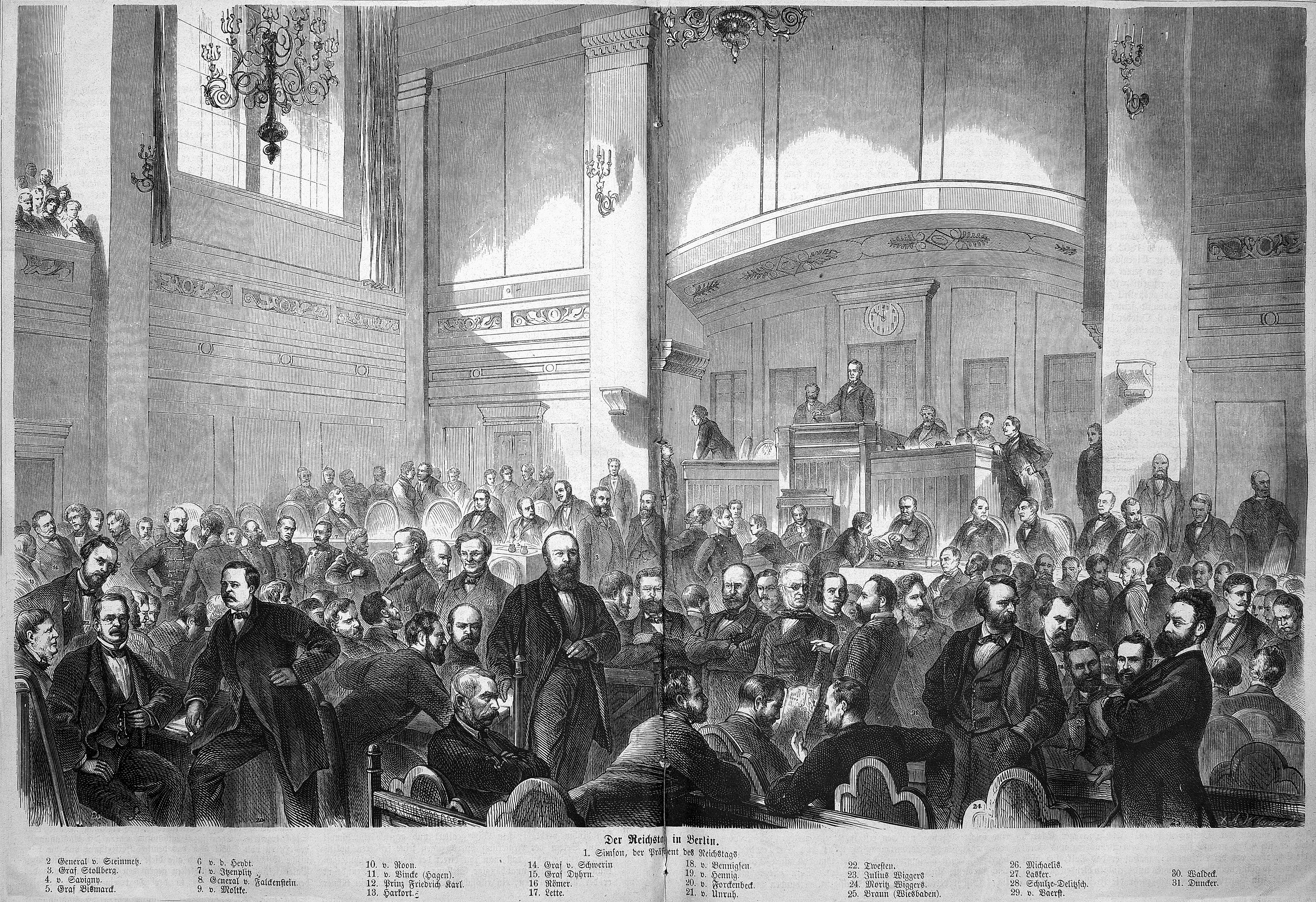
Reichstag des Norddeutschen Bundes, 1867

Das Bundeswahlgesetz (später Reichswahlgesetz) vom 31. Mai 1869 regelte die Wahlen zum norddeutschen und später deutschen Reichstag.  Derjenige norddeutsche Reichstag, der das Gesetz verabschiedete, war im August 1867 noch nach den einzelstaatlichen Reichstag-Wahlgesetzen gewählt worden. Grundlage für diese Wahlgesetze war das Frankfurter Reichswahlgesetz von 1849.
Das Gesetz von 1869 kam im Norddeutschen Bund nicht mehr zur Anwendung: Im Sommer 1870 hätte es zwar eine Wahl geben müssen, wegen des Krieges gegen Frankreich wurde sie jedoch verschoben. Am 1. Januar 1871 wurde es durch die neue Verfassung ein Gesetz des Deutschen Kaiserreiches. Es blieb bis 1918 in Kraft.
Das Gesetz orientierte sich immer noch sehr am Reichstagswahlrecht der Frankfurter Nationalversammlung, es gab aber wichtige Abweichungen. Zwar wählte man weiterhin nach dem allgemeinen Wahlrecht für Männer. Allerdings durften Soldaten nicht mehr wählen. Außerdem sollte nicht mehr die Verwaltung, sondern ein Gesetz die Wahlkreise bei Bedarf neu ordnen.

## Zustandekommen
Die unterschiedlichen Wahlgesetze der Einzelstaaten bewirkten, dass die Umstände der Reichstagswahlen von 1867 nicht ganz einheitlich waren. Das zeigte sich bei den Wahlprüfungen, in denen Klagen über Unregelmäßigkeiten in Wahlkreisen behandelt wurden. Außerdem schienen einige Regeln der Einzelstaaten Verstöße gegen die Wahlfreiheit zu begünstigen. Überhaupt sah Art. 20 der Bundesverfassung ein Wahlgesetz vor.
Bereits zu Beginn der Herbstsession 1867 verlangte der Reichstag ein Wahlgesetz, und Bundeskanzler Otto von Bismarck wollte dem bald entsprechen. Widerstände gab es allerdings im preußischen Staatsministerium: Laut Handelsminister Heinrich Friedrich von Itzenplitz solle man erst abwarten, welche Erkenntnisse man aus den preußischen Abgeordnetenwahlen gewinnen würde. Außerdem wollte er eine Klassenwahl statt des bisherigen allgemeinen Männerwahlrechts. Er bewirkte, dass man sich mit dem Entwurf Zeit ließ.
Der norddeutsche Reichstag erhielt den Entwurf zum Wahlgesetz am 9. März 1869. Die Regierung hielt sich bei der Beratung im Reichstag zurück. Als jedoch die Liberalen die Vereins- und Versammlungsfreiheit während der Wahlzeit festschreiben wollten, erklärte die Regierung dies als unmöglich. Schließlich wurde der im Detail umstrittene Entwurf von einer großen Mehrheit angenommen. Hinzu kam am 28. Mai 1870 ein Wahlreglement für die näheren Bestimmungen.

## Änderungen

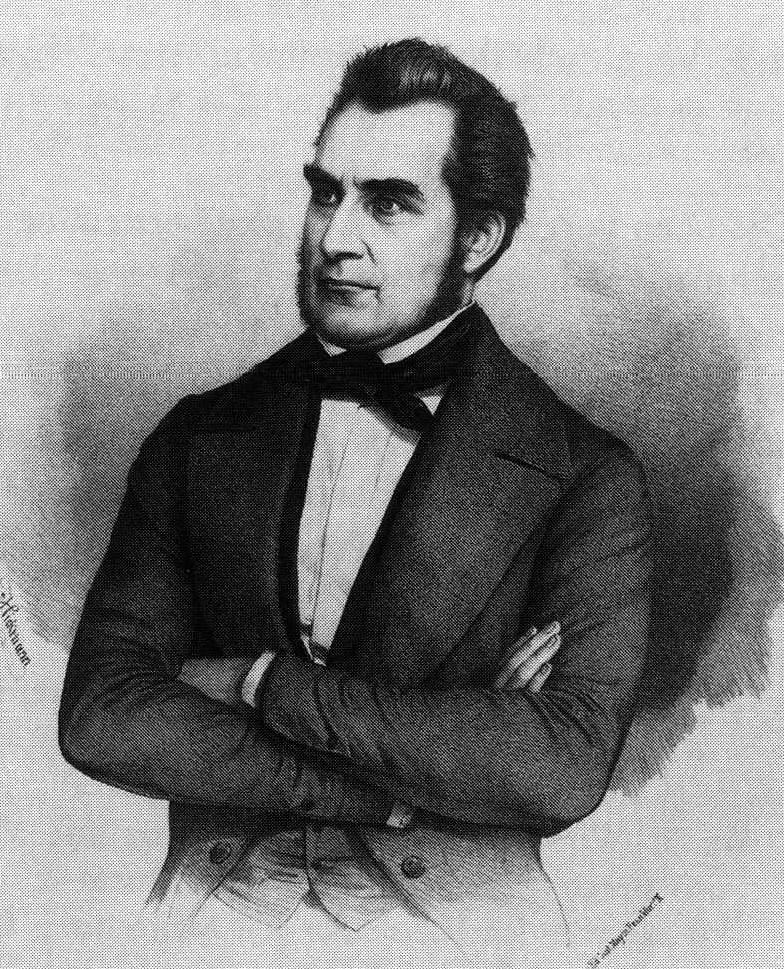
Der Rechtsliberale Heinrich von Gagern war 1849 Reichsministerpräsident. Seine Vereinbarung mit dem Demokraten Heinrich Simon führte damals zu einem Wahlrecht für alle oder doch die meisten Männer. Dafür akzeptierten die Demokraten das deutsche Kaisertum für Preußen.

Die fortschrittliche Frankfurter Bestimmung, dass aktive Soldaten das Wahlrecht hatten, wurde 1869 wieder abgeschafft und erst wieder 1918 (bis 1920) und dann 1949 dauerhaft eingeführt. Die Fortschrittspartei sah hier einen Widerspruch: Bei Gründung des Bundes war die allgemeine Dienstpflicht ein Argument für das allgemeine Wahlrecht gewesen. Die Nationalliberalen waren gespalten; so gelang es ihnen nicht einmal, wenigstens den Reservisten das Wahlrecht zu belassen. Die Konservativen begründeten die Änderung damit, dass ein Wahlrecht von Soldaten dem Sinn von Befehl und Gehorsam widerspreche.
Vom Wählen ausgeschlossen wurden die Empfänger von öffentlicher Armenunterstützung. Nach Ansicht der Liberalen hätten die Betroffenen ansonsten weniger Anlass, von der Armenunterstützung loszukommen. Die Sozialisten waren die einzigen, die den Wahltag auf Sonntage einschränken wollten, damit Arbeiter tatsächlich Gelegenheit zum Wählen hatten. Erst ab 1918 durfte nur noch ein Sonntag oder Feiertag Wahltag sein.
Die folgenschwerste Abweichung vom Frankfurter Vorbild betraf 1869, so Jörg-Detlef Kühne, den Automatismus, die Wahlkreise anzupassen. Das Gesetz von 1849 ging davon aus, dass durch Bevölkerungsverschiebungen (Wachstum und Wanderungen) die Wahlkreise neu eingeteilt werden mussten, da in jedem Wahlkreis etwa 100.000 Einwohner leben sollten. Die Einteilung sollte auf dem Verwaltungsweg erfolgen. Das Gesetz von 1869 hingegen überließ die Anpassung der Gesetzgebung. Während das Frankfurter Gesetz eine Ungleichheit von 1:3 (und das heutige Bundeswahlgesetz 1:1,67) zuließ, betrug es 1912 bei einzelnen Wahlkreisen bis über 1:30.
Das Wahlgesetz von 1869 wurde daher einst als eines der konservativsten deutschen Gesetze bezeichnet. Die Frankfurter Nationalversammlung war 1849 noch davon ausgegangen, dass die Regierung sowieso stark vom Parlament abhängen werde. Dies konnte man 1869, nach den preußischen Wahlkreis-Manipulationen der Reaktionsära in den 1850er-Jahren, als blauäugig ansehen. Auch die britische Wahlrechtsreform von 1867 sah für die Wahlkreis-Anpassung den Weg der Gesetzgebung vor. Allerdings profitierten im Deutschen Reich die Konservativen und Nationalliberalen von der ungleichen Einteilung, sie hatten kein Interesse daran, Änderungsgesetzen zuzustimmen. Die Ungleichheit betrachten sie als eine Art Ausgleich für das ungeliebte allgemeine und gleiche Wahlrecht. Als gegen Ende des Kaiserreichs 1918 das Wahlgesetz noch geändert wurde, führte man wieder die Anpassungspflicht über die Verwaltung ein.

## Inhalt
Das im Wahlgesetz festgelegte Reichstagswahlrecht beschrieb ein allgemeines, gleiches und direktes Wahlrecht für Männer ab 25 Jahren. Bezüglich der Allgemeinheit gab es eine Reihe von Einschränkungen, wie auch in anderen Ländern und zum Teil auch in der heutigen deutschen Demokratie. Wählen durfte nicht, wer
- sich als aktiver Soldat bei der Fahne befand,
- einen Vormund hatte,
- im Konkurs stand,
- die staatsbürgerlichen Rechte aberkannt bekommen hatte.[10]

Es konnten nur Männer wählen, obwohl das aus dem Wortlaut des Gesetzes nicht hervorging.
Anders als im preußischen Dreiklassenwahlrecht war das Wahlrecht gleich. Die Stimme jeden Wählers hatte denselben Zählwert, allerdings nicht den gleichen Erfolgswert. Das hatte mit der teilweise sehr unterschiedlich großen Anzahl von Wählern pro Wahlkreis zu tun. Das Reichstagswahlrecht war auch, wiederum im Gegensatz zum preußischen, direkt: Die Kandidaten wurden direkt gewählt und nicht etwa über einen Wahlmann, der den eigentlichen Kandidaten zum Reichstag wählte. Man wählte je einen Kandidaten pro Wahlkreis. Gewählt war, wer die absolute Mehrheit der Stimmen erhalten hat. Bei Bedarf kam es zu einer Stichwahl.
Geheim war das Wahlrecht zumindest der Idee nach. Die Wahlzettel sollten verdeckt in eine Wahlurne gelegt werden. In der Realität mussten die Wähler durchaus um ihr Wahlgeheimnis bangen. Erst 1903 führte man einen Umschlag für den Wahlzettel sowie die Wahlkabine ein.
Gewählt werden durften Männer, die seit mindestens einem Jahr Staatsangehöriger eines Mitgliedsstaates waren und das 25. Lebensjahr vollendet hatten, sofern auf sie keiner der Ausschlussgründe für das aktive Wahlrecht zutraf. Hinzu kamen die aktiven Soldaten, die selber nicht wählen durften sowie Personen mit Wohnsitz im Ausland. Einschränkungen gab es für Mitglieder des Bundesrates und indirekt auch für Landesherren (Könige und andere Fürsten), die die Bundesratsstimmen ihres Landes instruierten: Sie durften zwar gewählt werden, aber (laut Verfassung) nicht gleichzeitig dem Bundesrat und dem Reichstag angehören.

## Quelle
- Ernst Rudolf Huber: Dokumente zur deutschen Verfassungsgeschichte. Band 2: Deutsche Verfassungsdokumente 1851–1900. 3. Auflage, W. Kohlhammer, Stuttgart u. a. 1986. Nr. 209 (Nr. 190). Wahlgesetz für den Reichstag des Norddeutschen Bundes vom 31. Mai 1869, S. 307–309.

## Belege
1. ↑  Klaus Erich Pollmann: Parlamentarismus im Norddeutschen Bund 1867–1870. Droste, Düsseldorf 1985, S. 320, 471/472.
2. ↑  Klaus Erich Pollmann: Parlamentarismus im Norddeutschen Bund 1867–1870. Droste, Düsseldorf 1985, S. 320.
3. ↑  Klaus Erich Pollmann: Parlamentarismus im Norddeutschen Bund 1867–1870. Droste, Düsseldorf 1985, S. 471/472.
4. ↑  Ernst Rudolf Huber: Deutsche Verfassungsgeschichte seit 1789. Band III: Bismarck und das Reich. 3. Auflage, Kohlhammer, Stuttgart 1988, S. 861.
5. ↑  Jörg-Detlef Kühne: Die Reichsverfassung der Paulskirche. Vorbild und Verwirklichung im späteren deutschen Rechtsleben. Habil. Bonn 1983, 2. Auflage, Luchterhand, Neuwied 1998 (1985), S. 412.
6. ↑  Klaus Erich Pollmann: Parlamentarismus im Norddeutschen Bund 1867–1870. Droste, Düsseldorf 1985, S. 322/323.
7. ↑  Klaus Erich Pollmann: Parlamentarismus im Norddeutschen Bund 1867–1870. Droste, Düsseldorf 1985, S. 323/324.
8. ↑  Jörg-Detlef Kühne: Die Reichsverfassung der Paulskirche. Vorbild und Verwirklichung im späteren deutschen Rechtsleben. 2. Auflage, Luchterhand, Neuwied 1998 (1985), S. 413 (Habilitation, Bonn 1983).
9. ↑  Jörg-Detlef Kühne: Die Reichsverfassung der Paulskirche. Vorbild und Verwirklichung im späteren deutschen Rechtsleben. 2. Auflage, Luchterhand, Neuwied 1998 (1985), S. 414 (Habilitation, Bonn 1983).
10. ↑  Ernst Rudolf Huber: Deutsche Verfassungsgeschichte seit 1789, Band III: Bismarck und das Reich. 3. Auflage, Kohlhammer, Stuttgart 1988, S. 862.
11. ↑  Ernst Rudolf Huber: Deutsche Verfassungsgeschichte seit 1789, Band III: Bismarck und das Reich. 3. Auflage, Kohlhammer, Stuttgart 1988, S. 862/863.
12. ↑  Ernst Rudolf Huber: Deutsche Verfassungsgeschichte seit 1789, Band III: Bismarck und das Reich. 3. Auflage, Kohlhammer, Stuttgart 1988, S. 862.
13. ↑  Margaret Lavinia Anderson: Lehrjahre der Demokratie. Wahlen und politische Kultur im Deutschen Kaiserreich. Franz Steiner Verlag, Stuttgart 2009, S. 301/302.
14. ↑  Ernst Rudolf Huber: Deutsche Verfassungsgeschichte seit 1789, Band III: Bismarck und das Reich. 3. Auflage, Kohlhammer, Stuttgart 1988, S. 863.